# Judith Resnik
Judith Arlene Resnik (Akron, 5 de abril de 1949 – Cabo Canaveral, 28 de janeiro de 1986) foi uma astronauta norte-americana que morreu na explosão do ônibus espacial Challenger durante seu lançamento, em janeiro de 1986.
Segunda norte-americana a ir ao espaço, na missão inaugural da nave Discovery em agosto de 1984, a STS-41-D, era formada em engenharia elétrica e trabalhou na empresa RCA como engenheira de designers, o que a aproximou da NASA, que tinha diversos contratos de trabalho com sua empresa. 
Com o anúncio de que a NASA formaria o primeiro grupo de astronautas femininas em 1978, Resnik se inscreveu no processo de seleção e acabou aceita, formando-se dois anos mais tarde junto com Sally Ride, a primeira mulher americana no espaço.
Escalada como especialista de missão para o fatídico voo STS-51-L do Challenger, em 28 de janeiro de 1986, era uma das duas mulheres a bordo, junto com a professora Christa McAuliffe, que fazia parte do voo depois de escolhida entre onze mil professores que concorriam a uma vaga pelo privilégio de uma viagem ao espaço.
Após sua morte, diversas escolas americanas foram rebatizadas com seu nome. Resnik é também homenageada com uma cratera no lado oculto da Lua, na região da grande cratera Apollo e com o asteroide 3356 Resnik.